# Samuel Hood, I Visconte di Hood
Samuel Hood, I visconte Hood (Butleigh, 12 dicembre 1724 – Londra, 27 gennaio 1816), è stato un ammiraglio britannico.
Era figlio di Samuel Hood, vicario di Butleigh, nel Somerset, e di Mary Hoskins, figlia di Richard Hoskins, Esquire di Beaminster (Dorset).
È noto soprattutto per la sua partecipazione alla guerra d'indipendenza americana e alle guerre rivoluzionarie francesi. Si deve anche a lui lo sviluppo della tattica navale detta breaking the line (rompere la linea), che divenne importante nell'epoca delle navi a vela. È stato un mentore di Horatio Nelson.

## Biografia

### Inizi della carriera
Il giovane Samuel entrò nella Royal Navy il 6 maggio 1741. Fu per qualche tempo aspirante guardiamarina con George Brydges Rodney sulla Ludlow, e divenne tenente nel 1746. Fu fortunato nel trovarsi con ufficiali attivi come superiori e ebbe la possibilità di prestare servizio nel Mare del Nord durante la Guerra di successione austriaca.
Nel 1754 fu nominato comandante dello sloop Giamaica con base nell'America settentrionale. Nel luglio del 1756, mentre si trovava ancora nella base nordamericana, ebbe il comando della HMS Lively.

### Guerra dei Sette Anni
Allo scoppio della Guerra dei Sette Anni nel 1756, la marina venne rapidamente ampliata, fatto che avvantaggiò Hood. Nello stesso anno Hood venne promosso Post-Captain e gli fu affidato il comando dell'HMS Grafton.
Nel 1757, mentre comandava temporaneamente l'HMS Antelope (50 cannoni), costrinse una nave francese a raggiungere la riva nella baia di Audierne e catturò due corsari. Il suo zelo attirò l'attenzione favorevole dell'Ammiragliato che gli assegnò stabilmente una nave.
Nel 1759, al comando della Vestal (32), catturò la francese Bellone (32) dopo una aspra azione. Durante la guerra, prestò servizio sempre nel canale della Manica e fu impegnato con George Brydges Rodney nel 1759 nel "Raid di Le Havre", distruggendo le navi radunate dai francesi, mezzi di trasporto che dovevano servire ad invadere la Gran Bretagna.
Nel 1778 accettò un servizio che, in tempi normali, veniva dato al termine della carriera attiva, diventando commissario del cantiere navale di Portsmouth e direttore della Royal Naval Academy. Questi incarichi venivano generalmente assegnati a ufficiali in via di pensionamento.

### La guerra d'indipendenza americana
Nel 1778, in occasione della visita del Re a Portsmouth, Hood fu nominato baronetto.
La guerra fu decisamente impopolare per l'opinione pubblica e la marina britannica. Molti ammiragli si erano rifiutati di servire sotto Lord Sandwich, Lord Commissario dell'Ammiragliato. Rodney, che allora comandava nei Caraibi, si era lamentato della mancanza di un adeguato sostegno da parte dei suoi subordinati, da lui accusati di disaffezione.
L'Ammiragliato, ansioso di assicurarsi i servizi di flag officers degni di fiducia, promosse Hood Contrammiraglio il 26 settembre 1780, e lo mandò nei Caraibi come secondo in comando sotto Rodney, che lo conosceva personalmente.
Raggiunse Rodney e la sua nave ammiraglia, la Barfleur, nel gennaio 1781 e rimase nei Caraibi o lungo le coste del Nord America fino alla fine della Guerra d'indipendenza americana.
L'aspettativa che avrebbe lavorato in armonia con Rodney non era del tutto giustificata. La loro corrispondenza dimostra che essi non erano in buoni rapporti, ma Hood fece sempre il suo dovere ed era così abile che non si verificò nessun problema che portasse alla rimozione dal suo incarico.
La sfortunata piega degli eventi per i britannici nella campagna del 1781 fu in gran parte dovuta al fatto che Rodney ignorava i consigli di Hood: si presume che se gli fosse stato permesso di agire in autonomia avrebbe potuto impedire al Conte di Grasse di raggiungere Fort Royal con i rinforzi dalla Francia nel mese di aprile.

### La battaglia di Chesapeake

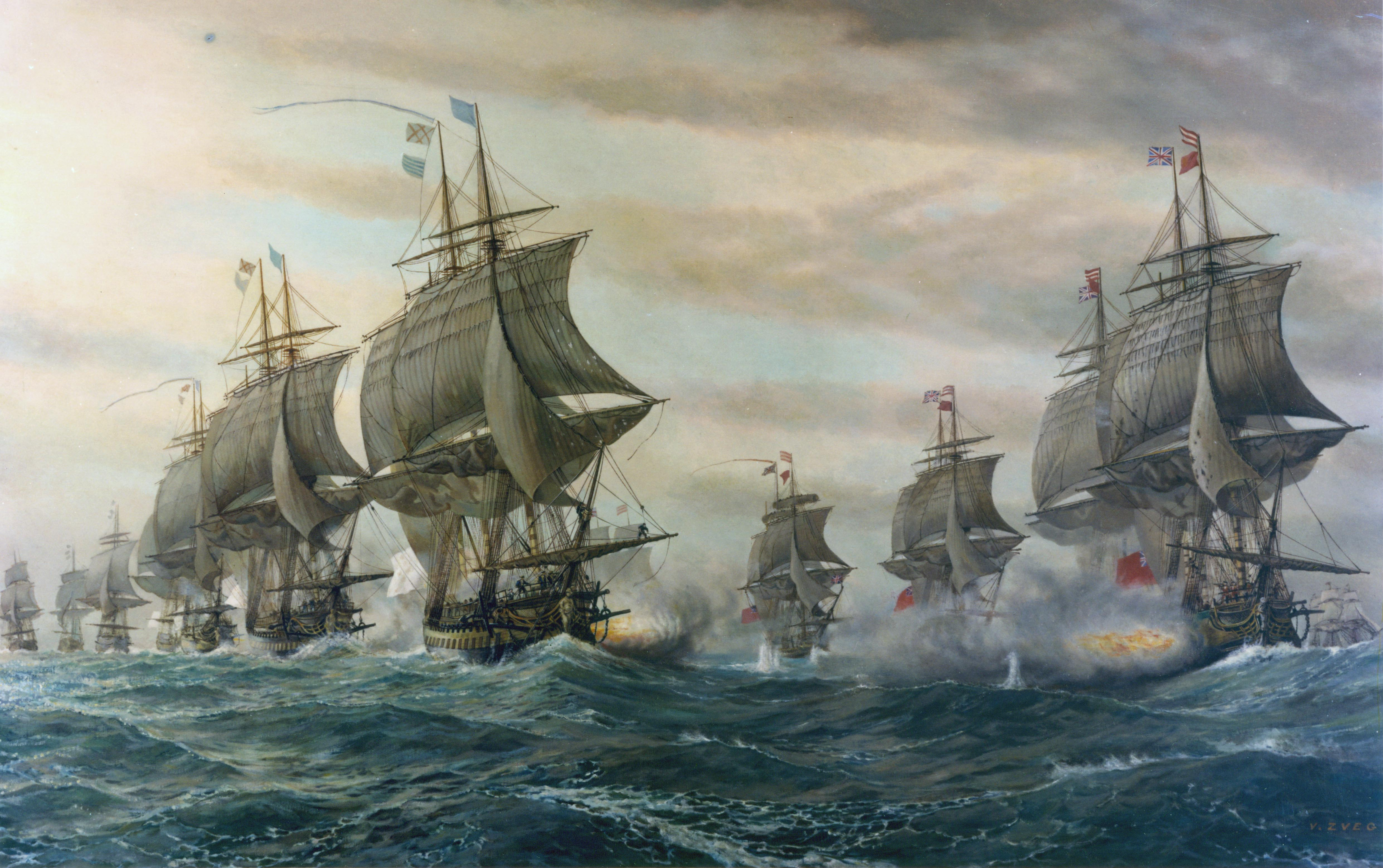
Le navi da battaglia Ville de Paris e Auguste nella battaglia di Chesapeake (settembre 1781).

Quando Rodney decise di tornare in Gran Bretagna per ragioni di salute, nell'autunno del 1781, a Hood venne ordinato portare il grosso della flotta fino alla costa del Nord America durante i mesi degli uragani.
Hood si unì all'ammiraglio Thomas Graves nel vano tentativo di aiutare l'armata di Yorktown (Virginia), quando la flotta inglese fu respinta dall'ammiraglio francese, il conte de Grasse, nella battaglia di Chesapeake.
Quando tornò nei Caraibi fu per qualche tempo da solo al comando perché Rodney era in Inghilterra. De Grasse attaccò le isole britanniche di Saint Kitts e Nevis, con una forza molto superiore alla squadra di Hood.
Hood fece un infelice tentativo nel gennaio 1782 per salvarle dalla cattura, con 22 navi contro 29. La serie di audaci manovre con le quali prima spinse i francesi a lasciare il porto sicuro di Basseterre a Saint Kitts e poi battere i loro attacchi furono tra i migliori risultati ottenuti da qualsiasi ammiraglio britannico durante la guerra.

### Battaglia delle Saintes
Hood nel 1782 partecipò con la flotta britannica guidata da Rodney sconfiggendo le flotte unite di Francia e Spagna che stavano progettando l'invasione della Giamaica, nella battaglia delle Saintes. Il comandante francese de Grasse, che era stato artefice della vittoria di Chesapeake, fu catturato e portato in Gran Bretagna prigioniero.
Hood era profondamente critico con Rodney perché non aveva spinto a fondo la vittoria contro la flotta nemica in ritirata. Se avessero continuato, suggeriva, gli inglesi potevano ottenere ulteriori vantaggi e distruggere la presenza militare francese nei Caraibi. Alla fine a Hood fu ordinato di inseguire il nemico e catturò due navi il 17 aprile.
Mentre prestava servizio nei Caraibi Hood conobbe, e più tardi ne divenne un mentore, Horatio Nelson, che era un giovane comandante di fregata. Hood era stato un amico dello zio di Nelson, Maurice Suckling. Nel 1782 Hood presentò Nelson al futuro re Guglielmo IV, duca di Clarence, che era allora un ufficiale di marina in servizio a New York.

### Pace

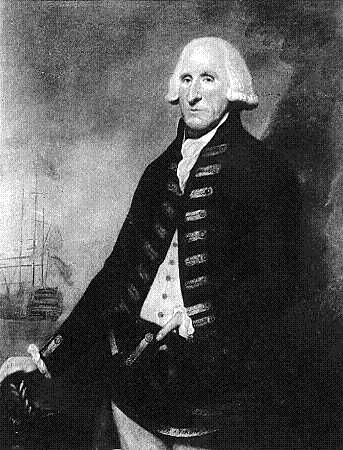
Samuel Hood, I Visconte Hood. Dipinto da L. F. Abbott nel 1794-1795, conservato nella National Portrait Gallery (Londra).

Hood fu nominato nobile d'Irlanda per il suo ruolo nella vittoriosa Battaglia delle Saintes il 9 aprile e il 12 aprile vicino a Dominica.
Sopraggiunta la pace, entrò nel Parlamento britannico, come membro per il collegio elettorale di Westminster nelle elezioni del 1784 dove era un sostenitore del governo di William Pitt il Giovane.

Venne promosso vice-ammiraglio nel 1787 e, nel luglio 1788, fu ammesso al consiglio dell'Ammiragliato durante il governo di John Pitt, II conte di Chatham, fratello del primo ministro.

### La difesa di Tolone
Nel corso della Rivoluzione francese, nel 1793, fu inviato nel Mar Mediterraneo come comandante in capo. Il suo periodo di comando, che durò dal maggio del 1793 all'ottobre del 1794, fu molto impegnativo.
Nell'agosto del 1793 i realisti francesi e altri oppositori della Rivoluzione presero il controllo della città e si rivolsero a Hood, la cui flotta bloccava il mare antistante, perché la occupasse. Hood, senza avere il tempo di richiedere istruzioni all'Ammiragliato di Londra, si mosse in fretta prendendo il comando del porto.
C'erano due ragioni principali per la mossa britannica: si sperava che Tolone potesse essere un centro della resistenza francese a Parigi e poteva impadronirsi di cinquantotto navi da guerra della flotta francese nel Mediterraneo, che si trovavano nel porto. Privando i rivoluzionari francesi delle loro risorse marittime, e si confidava di paralizzare la rivoluzione.
Occupò quindi Tolone, su invito dei realisti francesi, in collaborazione con truppe spagnole e sarde. Nel dicembre dello stesso anno, gli alleati, che non avevano operato in armonia, furono cacciati, soprattutto dalle capacità di leader di Napoleone.
Hood ordinò di bruciare la flotta francese per evitare che cadesse nelle mani dei rivoluzionari, compito svolto dal capitano Sidney Smith. Successivamente Hood e la sua forza britannica rinunciarono a mantenere il blocco della costa, mentre la città veniva rioccupata dai repubblicani francesi.

### Corsica
Hood rivolse poi la sua attenzione all'occupazione della Corsica, che era stato invitato a conquistare in nome del re di Gran Bretagna da Pasquale Paoli. L'isola restò per un breve periodo sotto la sovranità di Giorgio III, principalmente per gli sforzi della flotta e la cooperazione di Pasquale Paoli, che governò il Regno di Corsica.
Mentre l'occupazione della Corsica era stata completata, i francesi a Tolone avevano ripreso in mano la situazione al punto di essere in grado di mettere in mare una flotta. Nel mese di giugno, Hood navigò nella speranza di entrare in azione. Il piano previsto, di attaccare nel Golfe Juan nel mese di giugno, potrebbe essere servito in una certa misura, come una fonte d'ispirazione, se non come un modello, a Nelson (che è stato sentito definire Hood "l'ufficiale di mare più grande mai conosciuto") per la Battaglia del Nilo, ma il vento era sfavorevole, e non fu possibile effettuare l'attacco.
Nel mese di ottobre fu richiamato in Inghilterra a causa di qualche incomprensione con l'Ammiragliato o il ministero, fatto che non fu mai chiarito.

### Gli ultimi anni
Ottenne il grado di ammiraglio nel mese di aprile 1794. Non ebbe comunque nessun altro comando operativo. Nel 1796 fu nominato governatore dell'Old Royal Naval College, incarico che ricoprì fino alla morte. Visse abbastanza a lungo per vedere trionfare la Gran Bretagna durante le guerre napoleoniche, morendo nel 1816.
Il titolo di pari di Gran Bretagna fu conferito alla moglie, Susanna, nominata baronessa Hood di Catherington nel 1795 ed egli stesso fu creato Visconte Hood di Whitley nel 1796. I titoli furono ereditati dal figlio, Henry (1753-1836), antenato dell'attuale Visconte di Hood.
Alcuni ritratti di Lord Hood ad opera del pittore Lemuel Francis Abbott sono conservati nella Guildhall Art Gallery e nella National Portrait Gallery di Londra. Fu anche ritratto da Joshua Reynolds e Thomas Gainsborough.

## Riconoscimenti
Nel 1792, il tenente William Broughton, navigando con la spedizione di George Vancouver lungo la costa nord-occidentale del Nord America, chiamò Monte Hood nell'attuale Oregon e Canal Hood nell'odierno stato di Washington, in onore di Hood.

A due navi della Marina degli Stati Uniti è stato dato il nome di Mount Hood, il che potrebbe essere considerato leggermente ironico, visto che Hood aveva combattuto contro gli Stati Uniti durante la Guerra d'indipendenza americana.

Due navi della Royal Navy sono state battezzate HMS Hood in suo onore. Una di esse, il famoso incrociatore da battaglia HMS Hood (51), venne affondata dalla Bismarck nel 1941, nella battaglia dello stretto di Danimarca, durante la seconda guerra mondiale.

## La famiglia di Hood in Marina
Molti altri membri della famiglia Hood sono stati ufficiali della Royal Navy:
- Alexander Hood, I visconte Bridport (1726 – 1814), suo fratello, era anche un ammiraglio.
- Samuel Hood (1705-1805), suo cugino, era un commissario di bordo.
- Sir Samuel Hood, primo baronetto, (1762-1814), suo cugino di secondo grado, è stato un contrammiraglio.
- Alexander Hood (1758-1798), fratello di Sir Samuel Hood, era un capitano.
- Horace Hood (1870-1916), suo pro-pronipote, ucciso nella Battaglia dello Jutland nel 1916.